# 고립부

제2차 세계 대전의 모스크바 공방전 중 동부 전선 지도. 나치 진격에 대한 소련의 저항 거점을 보여준다.

고립부(孤立部, pocket)는 적에게 보급기지와 다른 아군으로부터 차단되어 고립된 전투 부대 집단이다. 전격전과 같은 기동전에서 돌출부는 고립부로 차단될 가능성이 더 높았으며, 이는 섬멸전의 초점이 되었다.
"고립부"라는 용어는 요새화된 방어 진지를 방어할 때처럼 포위된 부대가 의도적으로 허용하지 않았다는 의미를 내포하며, 이는 보통 공성전이라고 한다. 이는 소규모 교전과 회전의 구별과 유사하다.

## 실행

### 소련 군사 교리
소련 군사 교리는 여러 크기의 포위를 구별한다.
- 칼드론 또는 케틀 (러시아어: котёл; 우크라이나어: котел): 매우 크고 전략적 수준의 포위된 적 병력 집중지
- 자루 (러시아어: мешок; 우크라이나어: мішок): 작전 수준의 포위된 적 병력
- 둥지 (러시아어: гнездо; 우크라이나어: гніздо): 전술 수준의 포위된 적 병력

이 용어들의 중요성은 포위 작전에서 예상할 수 있는 전투 개념에 반영된다. 칼드론은 전투 활동으로 "끓어넘칠" 것으로 예상되며, 대규모 적 병력은 포위 초기 단계에서 여전히 "뜨거운" 저항을 충분히 제공할 수 있으므로 봉쇄해야 하지만 직접 교전해서는 안 된다. 소련의 경험에서 자루는 작전상 돌파의 결과로 자주 생성되었으며 때로는 적에게만큼이나 소련 지휘부에게도 예상치 못한 것이었다. 크기가 불확실한 실체가 때때로 포위 초기 후에도 작전적 기동의 본질적으로 역동적인 성격 때문에 얼마 동안 이동하는 경향이 있었다. 대조적으로 둥지는 전술적, 잘 정의되고 포함된 적 병력의 포위를 지칭하며, 상위 부대의 지원을 받지 못하는 적 병력의 취약한 구조물로 간주되었다 (둥지라는 단어의 사용은 보다 익숙한 영어 표현 기관총 둥지와 유사하다).

### 케셀
독일어에서 Kessel (주전자와 동족어)이라는 단어는 포위된 군사 병력을 지칭하는 데 일반적으로 사용되며, Kesselschlacht ("칼드론 전투")는 양면 공격을 지칭한다. Kessel을 남기는 일반적인 전술은 Keil und Kessel (Keil은 "쐐기"를 의미)이라고 한다. Kessel은 제2차 세계 대전에 관한 영어 텍스트에서 외래어이다. Kessel의 또 다른 용도는 Kessel fever로, 탈출 가능성이 거의 또는 전혀 없이 포위된 병사들이 느끼는 공황과 절망감이다.
'케틀링'은 경찰이 시위대를 둘러싸서 활동을 통제하는 경찰 전술을 지칭하는 데에도 사용된다.

### 체르코
스페인어에서 Cerco (문자 그대로 울타리 또는 공성전)라는 단어는 포위하는 군사 병력을 지칭하는 데 일반적으로 사용된다. 체르코는 볼리비아와 파라과이 사이의 차코 전쟁 (1932년~1935년)에서 특히 흔했으며, 포위 전투는 전쟁 결과에 결정적이었다. 캄포 비아 전투에서 10,000명의 초기 전투 병력 중 7,500명의 볼리비아 병사가 포로로 잡혔다. 전쟁의 다른 체르코로는 캄포 그란데 전투와 카냐다 스트롱게스트 전투가 있다.

### 모티
모티는 핀란드어 군대 속어로 완전히 포위된 적 부대를 의미한다. 포위하는 전술을 모티투스라고 하는데, 문자 그대로 고립된 블록 또는 "모티"를 형성하는 것을 의미하지만 실제로는 함정이나 포위망을 형성하는 것을 의미한다.
이 단어는 많은 핀란드 방언에서 "머그잔"을 의미한다. 또 다른 번역은 1세제곱미터의 장작을 의미하며, 포위된 적이 나무처럼 "쓰러질" 수 있는 비교적 작은 영역이다. 모티는 따라서 케셀과 관련이 있다. 따라서 군사 전술에서 모티는 봉쇄하고 처리하기 더 쉬운 "한입 크기의" 적 부대를 형성하는 것을 의미한다.
이 전술은 겨울 전쟁과 계속 전쟁에서 핀란드군이 광범위하게 사용했으며 좋은 효과를 거두었다. 특히 기계화 부대가 사실상 전방 또는 후방 이외의 방법이 거의 없는 길고 좁은 숲길에 제한된 소련군의 일부 부대에 특히 효과적이었다. 일단 도로에 배치되면 소련군은 사실상 갇혔다. 소련군의 기계화 부대와 달리 핀란드군은 스키를 타고 숲을 통해 빠르게 이동하여 소련군의 기갑 부대 대열을 더 작은 조각으로 나눌 수 있었다 (예: 도로를 따라 나무를 베어). 대규모 대열이 더 작은 기갑 부대로 분할되면 숲 안에서 공격하는 핀란드군은 약해진 대열을 공격할 수 있었다. 더 작은 적 병력 거점은 포위된 부대에 사방에서 병력을 집중하여 개별적으로 처리할 수 있었다.
따라서 모티투스는 경보병이 험한 지형을 이동하여 도로에 있는 적 병력을 포위하는 능력을 사용하는 이중 포위 기동이다. 수적으로 훨씬 열세이지만 기동력이 있는 병력은 수적으로 훨씬 더 많은 적을 쉽게 움직이지 못하게 할 수 있었다.
적 대열이나 부대를 더 작은 그룹으로 나누고 겨울에는 스키 부대와 같은 가볍고 기동력이 있는 병력으로 포위함으로써 더 작은 병력이 훨씬 더 큰 병력을 압도할 수 있다. 포위된 적 부대가 너무 강하거나 중장비 부족 등으로 공격하는 데 용납할 수 없을 정도로 높은 비용이 소요될 경우 모티는 보통 식량, 연료, 보급품, 탄약이 바닥나고 약해져 제거될 때까지 "끓여"졌다. 더 큰 모티 중 일부는 공중 보급을 받아 전쟁이 끝날 때까지 버텼다. 그러나 갇혔기 때문에 이 부대는 전투 작전에 사용할 수 없었다.
겨울 전쟁에서 가장 큰 모티 전투는 수오무살미 전투에서 일어났다. 핀란드군 3개 연대가 도로에 갇힌 소련군 2개 사단과 전차 여단을 포위하고 섬멸했다.

## 주목할 만한 고립부

### 제2차 세계 대전
- 1939년~1940년 겨울, 핀란드군은 일련의 coordinated assault를 통해 약 50,000명의 붉은 군대 병사를 수오무살미 전투에서 포위하여 소련군 사상자는 30,000명이 넘었지만, 핀란드군 사상자는 약 1,000명으로 비교적 적었다(추정치는 다양하다). 탈출한 붉은 군대 병사들은 나중에 핀란드군이 사용한 수백 개의 무기와 차량을 버렸다.
- 1941년 6월부터 12월까지 바르바로사 작전 중,
  - 420,000명이 넘는 거의 전체 소련 서부 전선군이 독일 중부 집단군에 의해 비알리스토크-민스크 전투에서 포위되어 섬멸되었다.
  - 나중에, 1941년 8월 5일에 하인츠 구데리안과 헤르만 호트 장군의 판처 병력에 의해 고립되어 스몰렌스크의 포위에서 310,000명의 소련 병사가 포로로 잡혔다.
  - 오데사 포위전 중, 독일군과 루마니아군이 수만 명의 소련군을 포위하고 포로로 잡았다.
  - 마지막에는 소련 남서부 전선군의 대부분(약 70만 명의 병사)이 제1차 키예프 전투에서 포위되었다.
- 모스크바 공방전 중, 개전 초기 100만 명이 넘는 소련군이 포위되어 섬멸되었으며, 그 중 60만~70만 명은 포로가 되고 나머지는 전사했다.
- 1942년 겨울, 북서부 러시아의 데먨얀스크 포위전에서 10만 명의 독일 국방군 병사가 포위되었지만 다음 봄에 구원되었다.
- 1942년 겨울, 5,500명의 독일 병사가 홀름 포위전에서 소련군에게 포위되었다.
- 1942년 봄, 제2차 하르코프 전투에서 독일군의 반격으로 277,000명의 소련군이 공격에 참여하던 중 포위되었다.
- 1942년 11월, 스탈린그라드 전투 중, 천왕성 작전에서 25만 명 이상의 독일 제6군 거의 전체가 포위되어 섬멸되었다. 이탈리아 원정군과 헝가리 제2군은 소토성 작전 중 유사하게 섬멸되었다.
- 1942년 말과 1943년 초, 약 5만 명의 독일 제3기갑군 병사가 훨씬 더 높은 손실을 입고 벨리키예 루키 포위전에서 소련군에게 포위되어 전멸되었다.
- 1944년 초, 독일 제8군이 코르순 포위전에서 포위되었다. 비록 결국 양측 모두 큰 손실을 입고 탈출할 수 있었지만.
- 1944년 3월, 제1기갑군은 카메네츠-포돌스키 포위전 (또는 후베 포위전)에서 소련군에게 갇혔지만 큰 손실을 입히고 탈출할 수 있었다.
- 1944년 5월, 크림반도에 주둔한 독일-루마니아 주둔군의 거의 절반이 크림 공세 중, 주로 세바스토폴에서 포로로 잡혔다.
- 1944년 6월과 7월, 현대 벨라루스에서 바그라티온 작전 중 35만~50만 명의 독일 병사가 사망, 부상 또는 포로로 잡혔다.
- 1944년 8월, 현대 루마니아에서 제2차 야시-키시뇨프 공세 중 30만 명이 넘는 독일-루마니아 병사가 압도되었다.
- 1944년 8월, 노르망디 상륙작전에 이어 독일 제7군이 팔레즈 포위전에 갇혔다.[2]
- 또한 1944년 9월, 아른헴 전투 중 강화된 영국 제1공수사단이 독일군이 Hexenkessel(문자 그대로 '마녀의 가마솥')이라고 부르는 포위에 갇혀 8,000명 이상의 사상자를 냈다.
- 1944년, 스헬더 전투 중 캐나다 육군 병력에 의해 브레스크켄스 포위전에서 수천 명의 독일 병사가 포위되었다.[3]
- 1944년~1945년 겨울, 상당수의 쿠를란트 집단군 병력이 라트비아 북서부의 쿠를란트 포위전에 종전까지 고립되었다.
- 같은 겨울에 독일군이 메멜 포위전에서 포위되었다. 그러나 결국 해상으로 탈출했다.
- 또한 1944년~1945년 겨울 동안, 현대 폴란드에서 비스와-오데르 공세에서 거의 30만 명의 독일 병사가 압도되었다.
- 1944년~1945년, 부다페스트 공방전에서 18만 명의 독일-헝가리 병사가 소련군에게 고립되었다.
- 1945년, 독일 제9군이 할베 전투에서 섬멸되었다.[4]
- 1945년, 독일 B 집단군 병력 325,000명이 진격하는 제12집단군에 의해 루르 포위전에서 고립되어 포로로 잡혔다.[5]
- 1945년 4월과 5월, 베를린 전투와 나치 독일의 붕괴에서 85,000명이 넘는 독일 병사가 포위되어 섬멸되었다.
- 마지막으로 1945년 8월, 만주 전략공세작전 중 넓은 지역에서 70만 명이 넘는 일본-만주 병력이 포위되었다.[6]

### 기타 고립부
- 남북 전쟁 중 실로 전투의 호넷의 둥지. 두 개의 북군 사단이 포위되어 나머지 군대와 차단되었고, 항복하기 전 6시간 동안 맹렬한 남군 공격에 맞서 버텼다.[7]
- 캄포 비아의 차코 전쟁.[8]
- 유고슬라비아 전쟁 중 메다크 포위전은 1993년 9월 크로아티아군이 침공한 크로아티아의 세르비아인 거주 지역이었다.[9]
- 돈바스 전쟁 중, 우크라이나군은 2014년 8월 이로바이스크에서 포위되어 막대한 물적, 인적 손실을 입었다.[10] 8년 후, 2월 24일부터 시작된 러시아의 동부 및 남부 우크라이나 침공이 확대된 후, 2022년 9월 우크라이나군은 놀라운 반격을 감행했으며, 이는 러시아 침공군의 기지 및 철도 허브였던 리만(러시아어: 리만)을 "가마솥" 규모의 포위 작전으로 탈환하는 것으로 이어졌다.[11]
- 2022년 러시아의 우크라이나 침공 중 러시아와 DPR군은 마리우폴 시를 포위하여 수천 명의 우크라이나군을 가두었다.[12] 항복하는 대신 포위된 병사들은 두 달 이상 마리우폴 포위전에서 계속 싸웠고 양측 모두 막대한 사상자를 냈다.

## 같이 보기
- 전격전
- 종심작전